# Nazionale olimpica di calcio del Sudafrica
La nazionale olimpica sudafricana di calcio è la rappresentativa calcistica del Sudafrica che rappresenta l'omonimo stato ai giochi olimpici.

## Storia
La nazionale olimpica sudafricana esordisce nel 1995 contro il Burundi, parita pareggiata. Si qualifica a Sydney 2000 che chiude a 3 punti, grazie a una vittoria (contro la nazionale brasiliana) e due sconfitte. A Rio 2016 invece ottiene solo 2 punti, frutto di due pareggi e una sconfitta. A Tokyo 2020 perde tre partite su tre: 0-1 contro il Giappone, 3-4 contro la Francia e 0-3 contro il Messico (poi medaglia di bronzo). Il calciatore sudafricano con più gol olimpici è Nomvethe, che segnò due gol a Sydney 2000.

## Statistiche dettagliate sui tornei internazionali

### Giochi olimpici
| Anno | Luogo             | Piazzamento      | V | N | P | Gol |
| ---- | ----------------- | ---------------- | - | - | - | --- |
| 1952 | Helsinki          | Non partecipante | - | - | - | -   |
| 1956 | Melbourne         | Non partecipante | - | - | - | -   |
| 1960 | Roma              | Non partecipante | - | - | - | -   |
| 1964 | Tokyo             | Non partecipante | - | - | - | -   |
| 1968 | Città del Messico | Non partecipante | - | - | - | -   |
| 1972 | Monaco di Baviera | Non partecipante | - | - | - | -   |
| 1976 | Montréal          | Non partecipante | - | - | - | -   |
| 1980 | Mosca             | Non partecipante | - | - | - | -   |
| 1984 | Los Angeles       | Non partecipante | - | - | - | -   |
| 1988 | Seul              | Non partecipante | - | - | - | -   |
| 1992 | Barcellona        | Non partecipante | - | - | - | -   |
| 1996 | Atlanta           | Non qualificata  | - | - | - | -   |
| 2000 | Sydney            | Primo turno      | 1 | 0 | 2 | 5:5 |
| 2004 | Atene             | Non qualificata  | - | - | - | -   |
| 2008 | Pechino           | Non qualificata  | - | - | - | -   |
| 2012 | Londra            | Non qualificata  | - | - | - | -   |
| 2016 | Rio de Janeiro    | Primo turno      | 0 | 2 | 1 | 1:2 |
| 2020 | Tokyo             | Primo turno      | 0 | 0 | 3 | 3:8 |